# Port lotniczy Murgob
Port lotniczy Murgob – mały port lotniczy położony w miejscowości Murgob, w Tadżykistanie. Obsługuje połączenia krajowe.